# 6-Stunden-Rennen von Brands Hatch 1979

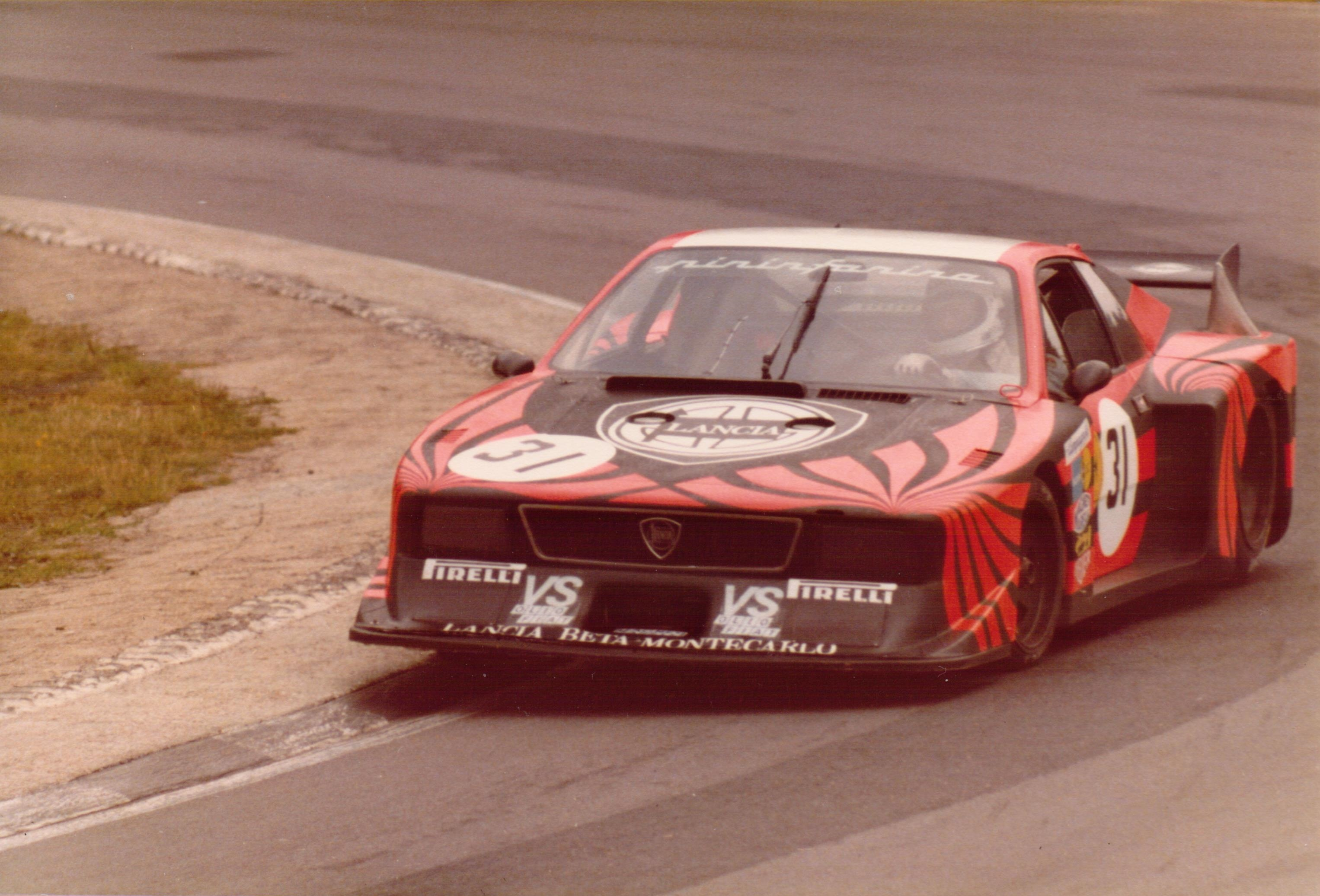
Walter Röhrl im fünftplatzierten Lancia Beta Montecarlo Turbo

Das 6-Stunden-Rennen von Brands Hatch 1979, auch Rivet Supply World Manufacturers' Championship Six Hours, Brands Hatch, fand am 5. August in Brands Hatch statt und war der 14. Wertungslauf der Sportwagen-Weltmeisterschaft dieses Jahres.

## Das Rennen
Nach dem Einsatz beim 6-Stunden-Rennen von Dijon meldete Reinhold Joest seinen Porsche 908/3 Turbo erneut bei einem Weltmeisterschaftslauf. Und wie in Dijon zog der Porsche an der Spitze einsam seine Runden. Im Ziel hatten Joest und Teamkollege Volkert Merl einen Vorsprung von zwei Runden auf den besten Gruppe-5-Wagen, den Porsche 935 von Klaus Ludwig und Axel Plankenhorn. Die GT-Klasse gewannen Enzo Calderari, Willi Spavetti und Rolf Maritz im Porsche Carrera RSR.

## Ergebnisse

### Schlussklassement
| 1               | S + 2.0 | 1   | Joest Racing                                   | Reinhold Joest Volkert Merl                           | Porsche 908/3 Turbo          | 231 |
| 2               | Gr. 5   | 27  | Porsche Kremer Racing                          | Klaus Ludwig Axel Plankenhorn                         | Porsche 935K3                | 229 |
| 3               | S 2.0   | 34  | Mogil Motors Limited                           | Martin Raymond Tony Charnell                          | Chevron B36                  | 220 |
| 4               | Gr. 5   | 24  | Sekurit-Racing Team-Aachen                     | Dieter Schornstein Edgar Dören                        | Porsche 935/77A              | 218 |
| 5               | Gr. 5   | 31  | ASA Corsa Marche 38                            | Riccardo Patrese Walter Röhrl                         | Lancia Beta Montecarlo Turbo | 214 |
| 6               | S + 2.0 | 8   | Alain de Cadenet                               | Alain de Cadenet François Migault                     | De Cadenet Lola LM           | 212 |
| 7               | S + 2.0 | 3   | JC Racing Limited                              | John Cooper Pete Lovett                               | SG Lola T380                 | 212 |
| 8               | GT      | 18  | Ecurie Biennoise                               | Enzo Calderari Willi Spavetti Rolf Maritz             | Porsche Carrera RSR          | 209 |
| 9               | GT      | 5   | Lubrifilm Racing Team                          | Angelo Pallavicini Marco Vanoli Rodolfo Cescato       | Porsche Carrera RSR          | 208 |
| 10              | GT      | 14  | Charles Ivey Engineering                       | Barrie Williams Dudley Wood                           | Porsche Carrera RSR          | 205 |
| 11              | GT      | 19  | John Beasley                                   | John Beasley John Harper                              | Porsche Carrera RSR          | 204 |
| 12              | GT      | 6   | Sylvain Lachaud                                | Jean-Pierre Delaunay Michel Bienvault Sylvain Lachaud | Porsche Carrera              | 203 |
| 13              | GT      | 17  | Gérard Bleynie                                 | Jean-Louis Schlesser Gérard Bleynie Jacques Guérin    | Porsche 911 SC               | 202 |
| 14              | GT      | 7   | Thierry Perrier                                | Thierry Perrier Roger Carmillet                       | Porsche Carrera              | 200 |
| 15              | Gr. 5   | 20  | Mark Dorrington Niblett                        | Tony Dron Mark Dorrington Niblett                     | Porsche 934 Carrera RSR      | 199 |
| 16              | Gr. 5   | 10  | Kenneth Leim                                   | Kenneth Leim Lella Lombardi                           | Porsche 934                  | 198 |
| 17              | Gr. 5   | 4   | Maltin Car Concessionaires Ltd.                | Steve Earle Steve Griswold Simon Phillips             | Porsche Carrera RSR          | 197 |
| 18              | GT      | 22  | Morris Stapleton Motors London's Morgan Agents | Brian Classic John Spero William Wykeham              | Morgan Plus 8                | 193 |
| 19              | GT      | 11  | A. M. Bernard                                  | Georges Bourdillat Roland Ennequin                    | Porsche 934                  | 191 |
| 20              | GT      | 15  | Tuckers Fast Food Franchise Ltd.               | Tony Lanfranchi Adrian Yates-Smith                    | Porsche 911 SC               | 185 |
| 21              | Gr. 5   | 12  | Scotts Corner Garage T. W. Robinson Demolition | Paul Edwards Barry Robinson Richard Cleare            | Porsche Carrera RSR          | 185 |
| 22              | ser. GT | 32  | Gordon Ramsay Racing Team                      | Win Percy Juliette Slaughter                          | Porsche 924                  | 177 |
| 23              | Gr. 5   | 39  | Geeraerts and Berenger                         | Jacques Berenger Charles Geeraerts                    | BMW 320i                     | 174 |
| Nicht klassiert |         |     |                                                |                                                       |                              |     |
| 24              | GT      | 9   | Ecurie 13 Etoiles                              | Antoine Salamin Philippe Collet Gérard Vial           | Porsche 930                  | 154 |
| 25              | Gr. 5   | 33  | Tuff Kote Dinol Racing                         | Jan Lundgardh Eberhard Braun                          | Porsche 935                  | 136 |
| 25              | Gr. 5   | 37  | Richard Jenvey                                 | Richard Jenvey David Mercer Mike Chittenden           | Lotus Esprit S1              | 69  |
| Ausgefallen     |         |     |                                                |                                                       |                              |     |
| 26              | S 2.0   | 36  | Dorset Racing Associates                       | Richard Jones Peter Clark Tony Birchenhough           | Lola T297                    | 126 |
| 27              | T       | 29  | Les Blackburn                                  | Les Blackburn Gordon Bruce                            | Ford Capri III               | 125 |
| 28              | Gr. 5   | 28  | Porsche Kremer Racing                          | Claude Bourgoignie Louis Krages                       | Porsche 935 K3               | 100 |
| 29              | S 2.0   | 42  | Daniel Brillat                                 | Daniel Brillat Jean-Pierre Aeschlimann                | Cheetah G601                 | 71  |
| 30              | Gr. 5   | 38  | Arthur Hough Pressings Castrol Ark Racing      | Max Payne John Evans Bob Eccles                       | Lotus Elan                   | 49  |
| 31              | S + 2.0 | 16  | March Engines Limited                          | Manfred Winkelhock Ian Grob Guy Edwards               | March-BMW M1                 | 45  |
| Nicht gestartet |         |     |                                                |                                                       |                              |     |
| 32              | Gr. 5   | 31T | ASA Corsa Marche 38                            | Riccardo Patrese Walter Röhrl                         | Lancia Beta Montecarlo Turbo | 1   |

1 Ersatzwagen

### Nur in der Meldeliste
Hier finden sich Teams, Fahrer und Fahrzeuge, die ursprünglich für das Rennen gemeldet waren, aber aus den unterschiedlichsten Gründen daran nicht teilnahmen.
| Pos. | Klasse | Nr. | Team                                | Fahrer                                                       | Chassis           |
| ---- | ------ | --- | ----------------------------------- | ------------------------------------------------------------ | ----------------- |
| 33   | S 2.0  |     | Rolf Götz                           | Rolf Götz John Blanckley                                     | Chevron B31       |
| 34   | S 2.0  |     | Jean-Marie Lemerle                  | Jean-Marie Lemerle Alain Levié                               | Lola T298         |
| 35   | Gr. 5  | 2   | Claude Haldi                        | Claude Haldi Herbert Loewe                                   | Porsche 935       |
| 36   | ser. T | 21  | Allam Motor Services Racing with BP | Jeff Allam Stuart Patterson                                  | Ford Capri 3000S  |
| 37   | Gr. 5  | 23  | Sala-Maranello                      | Maurizio Micangeli Carlo Pietromarchi Gianfranco Brancatelli | De Tomaso Pantera |
| 38   | Gr. 5  | 25  | Gelo Sportswear Team                | John Fitzpatrick Manfred Schurti Bob Wollek                  | Porsche 935/77A   |
| 39   | Gr. 5  | 26  | Gelo Sportswear Team                | John Fitzpatrick Manfred Schurti Bob Wollek                  | Porsche 935/77A   |
| 40   | Gr. 5  | 40  | Giuseppe Piazzi                     | Giuseppe Piazzi Renzo Zorzi Stanislao Sterzel                | Fiat X1/9         |

### Klassensieger
| Klasse  | Fahrer                  | Fahrer             | Fahrer      | Fahrzeug            | Platzierung im Gesamtklassement |
| ------- | ----------------------- | ------------------ | ----------- | ------------------- | ------------------------------- |
| S + 2.0 | Reinhold Joest          | Volkert Merl       |             | Porsche 908/3 Turbo | Gesamtsieg                      |
| S 2.0   | kein Teilnehmer im Ziel |                    |             |                     |                                 |
| Gr. 5   | Klaus Ludwig            | Axel Plankenhorn   |             | Porsche 935K3       | Rang 2                          |
| GT      | Enzo Calderari          | Willi Spavetti     | Rolf Maritz | Porsche Carrera RSR | Rang 8                          |
| ser. GT | Win Percy               | Juliette Slaughter |             | Porsche 924         | Rang 22                         |
| T       | kein Teilnehmer im Ziel |                    |             |                     |                                 |

### Renndaten
- Gemeldet: 40
- Gestartet: 31
- Gewertet: 23
- Rennklassen: 6
- Zuschauer: unbekannt
- Wetter am Renntag: warm und trocken
- Streckenlänge: 4,207 km
- Fahrzeit des Siegerteams: 6:00:04,900 Stunden
- Gesamtrunden des Siegerteams: 231
- Gesamtdistanz des Siegerteams: 971,629 km
- Siegerschnitt: 161,902 km/h
- Pole Position: Reinhold Joest – Porsche 908/3 Turbo (#1) – 1:26,670 = 174,712 km/h
- Schnellste Rennrunde: unbekannt
- Rennserie: 14. Lauf zur Sportwagen-Weltmeisterschaft 1979